# 사쿠라기역 (지바현)
사쿠라기역(일본어: 桜木駅, さくらぎえき 사쿠라기에키[*])은 일본 지바현 지바시 와카바구에 있는 지바 도시 모노레일 2호선의 역이다.

## 역 구조
상대식 승강장 2면 2선의 고가역이다.

### 승강장
| 1 | 2호선 | 지시로다이 방면       |
| 2 | 2호선 | 쓰가・지바미나토 방면 |

## 역 주변
- 사쿠라바야시 고등학교 - 도보로 약 5분.
- 올림픽 지바 사쿠라기점
- 이나게야 지바 사쿠라기점
- 지바 시립 와카마쓰 중학교
- 데니스 지바 사쿠라기초점
- 회전 초밥 야마토 사쿠라기점
- 회전 초밥 초시마루 사쿠라기점
- 톱 마트 사쿠라기초점

## 역사
- 1988년 3월 28일: 영업 개시.
- 2009년 3월 14일: PASMO 도입.

## 사진

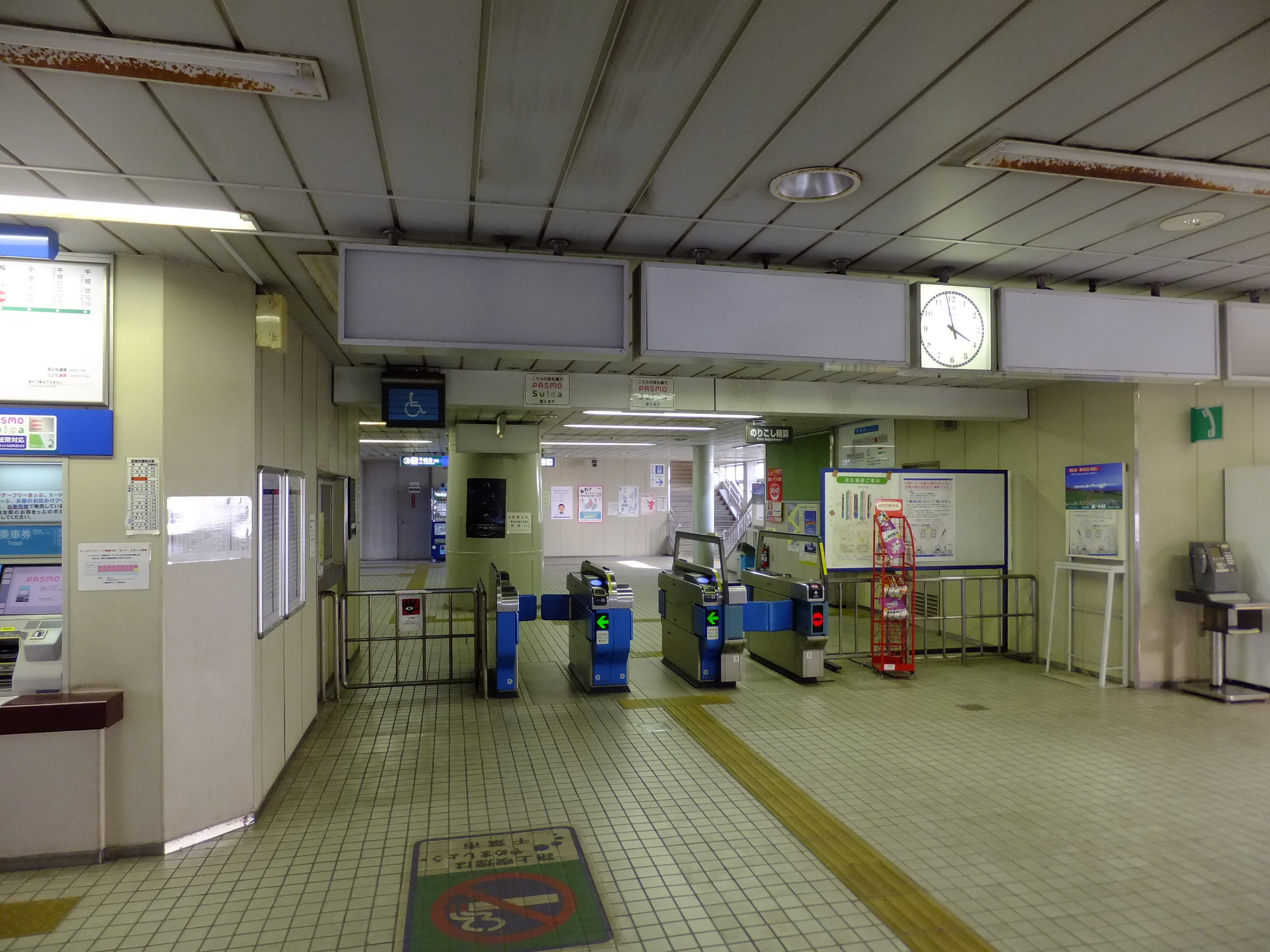
개찰구
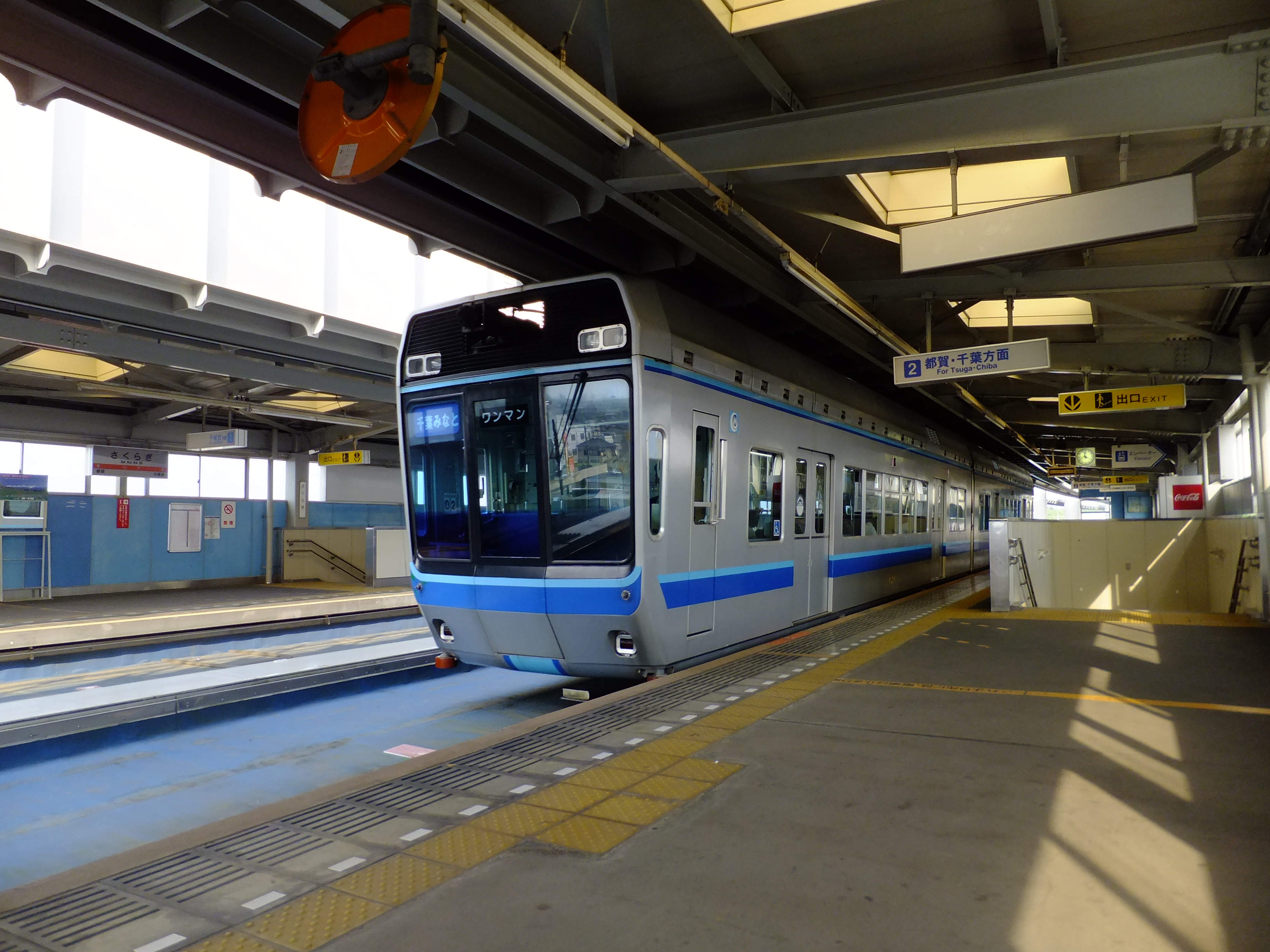
2번 승강장

## 인접역
| 지바 도시 모노레일 2호선 | 지바 도시 모노레일 2호선 | 지바 도시 모노레일 2호선   |
| ------------------------ | ------------------------ | -------------------------- |
| 쓰가 지바 방면           |                          | 오구라다이 지시로다이 방면 |